# Jean Couturier
Jean Robert Couturier (Trosly-Breuil, 17 luglio 1911 – Reims, 2 febbraio 1994) è stato un cestista francese.

## Carriera
Giocatore del CAUFA Reims, ha disputato una partita con la Francia: è sceso in campo contro la Cina, in occasione delle Olimpiadi 1936.